# Corymorpha sagamina
Corymorpha sagamina är en nässeldjursart som beskrevs av Hirohito 1988. Corymorpha sagamina ingår i släktet Corymorpha och familjen Corymorphidae. Inga underarter finns listade i Catalogue of Life.